# حيد لتهوم (ردفان)

تعديل مصدري - تعديل

حيد لتهوم هي إحدى قرى عزلة الحبيلين بمديرية ردفان التابعة لمحافظة لحج، بلغ تعداد سكانها 292 نسمة حسب تعداد اليمن لعام 2004.